# Octoknema
Octoknema là một chi thực vật thuộc họ Olacaceae nghĩa rộng hay là chi duy nhất trong họ Octoknemaceae Soler (1908) (đồng nghĩa: Octonemaceae). Chi này chứa khoảng 7 loài, sinh sống tại vùng nhiệt đới châu Phi.
Chi Octoknema bao gồm các loại cây gỗ hay cây bụi đơn tính khác gốc với các lá đơn mọc so le, có cuống, không lá kèm, với lông tơ hình sao. Cụm hoa tụ lại thành chùm và xuất hiện từ các chồi nội sinh dưới vỏ cây. Các hoa đực mẫu 5 với các lá đài nhỏ xếp so le với các cánh hoa không xếp lợp lên nhau. Đĩa tuyến dạng thùy bao quanh nhụy lép. Các hoa cái mẫu 5 mang nhị lép đối diện với mỗi cánh hoa và có đầu nhụy nhiều thùy trên đỉnh vòi nhụy. Bầu nhụy hạ, dạng 3 ngăn phía dưới, nhưng trở thành 1 ngăn phía trên. Quả là loại quả hạch có bao hoa bền. Bề mặt hạt có thùy nhăn sâu.
Đơn vị phân loại kỳ bí này đã thách thức phân loại học trong trên 100 năm. Chi này đã được Tieghem đặt trong họ của chính nó vào năm 1905, và kể từ đó đã luôn được nhiều tác giả gắn với họ Olacaceae. Louis & Léonard (1948) công nhận Octoknemaceae như một họ, nhưng gộp nó với chi Okoubaka (nay coi là thuộc họ Cervantesiaceae hay Santalaceae nghĩa rộng). Các đặc trưng hình thái hoặc là bất thường đối với bộ Santalales, chẳng hạn như các u lồi đầu nhụy nở rộng ở hoa cái, hoặc tạo ra các liên kết mâu thuẫn với các nhóm khác nhau. Chẳng hạn, các chồi lông tơ hình sao của hoa và giải phẫu gỗ liên kết nó với Coulaceae (Mildbread 1935; Reed 1955). Giải phẫu lá và gỗ (Baas 1982; van den Oever 1984) lại chỉ ra rằng đơn vị phân loại này là biệt lập với các nhóm khác trong phạm vi họ Olacaceae nghĩa rộng. Vi cấu trúc phấn hoa lại gợi ý mối quan hệ với Opiliaceae (Lobreau-Callen 1982), một vị trí phái sinh hơn trong phạm vi bộ Đàn hương mà theo Schultze-Motel (1964) thì nó trở thành một trông trong phân họ Schoepfioideae. Sự suy giảm hay mất đi của các lá đài ở một vài loài Oktoknema là phù hợp với các xu hướng nhận thấy ở các thành viên phái sinh hơn của bộ Santalales. Vị trí của Octoknema trên cây phát sinh chủng loài phân tử (Malécot & Nickrent, 2008) như là nhóm chị em (nhưng với hỗ trợ thấp) với nhánh chứa Schoepfiaceae, Misodendraceae, Loranthaceae và Opiliaceae cũng hỗ trợ khái niệm này. Kiểu sống ký sinh chưa thấy được ghi nhận cho Octoknema, nhưng vị trí phát sinh chủng loài của nó chỉ ra xu hướng thiên về điều kiện dinh dưỡng này.

## Các loài
Chi này có các loài sau (tuy nhiên danh sách này có thể chưa đủ):
- Octoknema orientalis, Mildbr.